# Biesenberg (Heimenkirch)
Biesenberg (westallgäuerisch: Bisəberg) ist ein Gemeindeteil der Marktgemeinde Heimenkirch im bayerisch-schwäbischen Landkreis Lindau (Bodensee).

## Geographie
Das Dorf liegt circa zwei Kilometer westlich des Hauptorts Heimenkirch und zählt zur Region Westallgäu. Durch den Ort verläuft die Bahnstrecke Buchloe–Lindau sowie die Bundesstraße 32.

## Ortsname
Der Ortsname setzt sich aus dem Personennamen Buoso und dem Grundwort -berg zusammen. Somit bedeutet der Ortsname (Siedlung an der) Anhöhe des Buoso.

## Geschichte
Bereits in der römischen Kaiserzeit verlief durch den heutigen Ort Biesenberg die Römerstraße Kempten–Bregenz. Biesenberg wurde erstmals im Jahr 1290 als Buosiberc urkundlich erwähnt. Im 11. oder 12. Jahrhundert wurde auf dem Rotschachen die Spornburg Biesenberg errichtet, an deren Stelle auch eine vorgeschichtliche Erdburg vermutet wird. Während des Dreißigjährigen Kriegs wurde der gesamte Ort niedergebrannt. Im Jahr 1750 bestand der Ort aus vier Häusern sowie einer Taferne. 1769 wurde die Vereinödung von Biesenberg mit sieben Teilnehmern abgeschlossen. Mit dem Bau der Bahnstrecke Buchloe–Lindau erhielt Biesenberg im Jahr 1853 einen Bahnhalt, der wiederum im Jahr 1961 aufgegeben wurde.

### Ziegelproduktion
Anfang des 19. Jahrhunderts kamen kleinere Ziegelproduktionsbetriebe in Biesenberg auf. Ab 1847 wurde mit dem Bau der Bahnlinie Ludwig-Süd-Nord-Bahn eine Ziegelfabrik der Königlich Bayerischen Staatseisenbahnen unterhalb des Rotschachen errichtet. Bis um das Jahr 1900 ging die Fabrik als Thonwerk Heimenkirch in Privatbesitz über. Während des Ersten Weltkriegs wurde die Produktion eingestellt und anschließend das Unternehmen in die Aktiengesellschaft Allgäuer Ziegelwerke umgewandelt. Im Jahr 1928 folgte die endgültige Einstellung des Betriebs. Eine geplante Ansiedelung einer Schokoladenfabrik wurde nicht verwirklicht und bis 1935 wurden alle Fabrikgebäude abgebrochen.